# Бом-Шнайдер, Элизабет
Элизабет Бом-Шнайдер (нем.  и фр. Elisabeth Baume-Schneider; род. 24 декабря 1963 года, Сент-Имье, Берн Швейцария) — швейцарский политический и государственный деятель, представляет Социал-демократическую партию. Член Федерального совета Швейцарии с 1 января 2023 года. Глава Департамента юстиции и полиции с 1 января 2023 года до 31 декабря 2023. С 1 января 2024 года возглавляет министерство внутренних дел.

## Карьера
Элизабет Бом-Шнайдер родилась на Рождество 1963 года в немецкоговорящей семье фермеров во франкоговорящем кантоне Берн. Она училась во французской школе, по окончании которой поступила в Невшательский университет изучать экономику и социальные науки. В 1987 году получила лицензию и затем начала работать как социальная работница в округе Франш-Монтань, в недавно образованном кантоне Юра.
Элизабет всегда стояла на левых позициях и входила в юности в троцкистскую Революционную марксистскую лигу Швейцарии, была вовлечена в деятельность Amnesty International, её кумиром долго была польская Солидарность. Именно этим и было обусловлено, что в конечном итоге она вступила в Социал-демократическую партию Швейцарии. В 1995 году она в молодом возрасте была избрана в руководство кантона Юра. В 2019 году Бом-Шнайдер стала депутатом Национального совета Швейцарии от кантона Юра. В ноябре 2022 года она выдвинула свою кандидатуру в Федеральный совет. При этом не только ей было ясно, что она аутсайдер этих выборов.
В декабре 2022 года, в третьем туре, Элизабет Бом-Шнайдер, неожиданно для многих, была избрана в Федеральный совет Швейцарии, где стала первым представителем кантона Юра. С 1 января по 31 декабря 2023 года она возглавляла министерство юстиции и полиции. С 1 января 2024 года возглавила министерство внутренних дел.

## Личная жизнь
Элизабет Бом-Шнайдер замужем и имеет двоих взрослых сыновей.